# 野中和夫
野中 和夫（のなか かずお、1944年1月1日 - ）は、大阪府堺市出身の元競艇選手。

通称「モンスター」。

## 来歴
1944年1月1日、大阪府堺市に生まれる。

日本電気技術専門学校（現在の日本理工情報専門学校）卒業。競艇選手になる前は3年間、菱電サービス（後の三菱電機ビルテクノサービス、現在の三菱電機ビルソリューションズ）のエレベーター技師として働いていた経験もある。また、空手選手としても有名であった（1966年 全国空手道選手権大会 男子組手3位）。野中は長期出張が増える中で空手との両立に悩み、菱電サービスを退職して大阪の自動車修理工場に勤務するようになる。

### 横山やすしとの関係
横山やすしとは、堺市立旭中学校時代の同級生でもあり、大の親友。「野中」「雄二（本名）」と呼び合っていた。また、後にやすしが所属する阪田エージェンシーの社長で住職の阪田教揮とも親友。野中は横山に誘われて当時山梨県の本栖湖にあった競艇選手養成所の試験をともに受験した。その結果、横山は強度の近視のため不合格となったが野中は合格した。

### 競艇選手として
1969年3月24日に住之江競艇場でデビュー。その競走に横山やすしも応援に駆けつけてレース終了後に抱きしめた。これまでにSG17勝（史上最多）を挙げ、1995年には当時6つあったSG競走を全て制覇する「グランドスラム」を達成。翌1996年には新設されたSG・オーシャンカップ競走も制覇して7冠グランドスラマーとなった。1990年代後半あたりからは衰えが目立ち、また若手選手へのレース中の暴行疑惑が問題化するなどトラブルメーカーとしても知られていた。
2005年3月より、競艇選手の団体組織である社団法人日本モーターボート選手会の会長に就任する。レースには2月の戸田競艇場でのレースを最後に出場していない。日本モーターボート選手会の会長を2009年までの4年間努める。
2009年11月18日、年齢的な問題（2009年で65歳）から「まだ走りたい気持ちはあるが減量が利かない体になってきた」との理由で、福岡競艇場でのトークショーに出演している際に引退を表明した。同年12月19日に住之江競艇場で行われる賞金王決定戦の期間中に引退セレモニーを行い、それに先立ち12月10日に選手登録を返上した。
引退時のコメント「自分の人生は、本当に競艇一筋のものでした。故横山やすし氏から『俺の代わりに競艇選手になってくれ』と言われて競艇選手になったのがきっかけですが、故笹川良一前会長をはじめ、住之江競艇場の関係者の皆様には殊のほか面倒をみていただき、また、全国のお客様から長きにわたり、いつも熱いご支援をいただいたことが、一競艇選手としての誇りであり心の支えであったと思います。選手として引退はしますが、これからはこれまで私を支えていただいた全国のお客様や関係者の方々に感謝の気持ちを伝えていきながら、選手の立場を離れて別の視点からより多くの人に競艇の様々な魅力を伝えていきたいと考えております。これまでの暖かいご声援、誠にありがとうございました。」
2010年（平成22年）、ボートレース殿堂入りを果たした。

## 「モンスター」という名前の由来
期間最高勝率9.53（当時は現在のようなSGレースで2点増し及びG1レースの1点増しがなく、SGのみ1点増しであった）や、SG競走の制覇記録17など数多くの記録を打ちたて未だ破られていないことから「モンスター」と呼ばれていた。

## エピソード
- 「勝負師」と呼ばれることを極力嫌う。「俺は勝負師やない、勝ち師や。勝負師とは勝ったり負けたりする人のことやから、俺は勝つことしか考えとらん。」との理由から、自らを「勝ち師」であると称した。
- ヒゲがトレードマーク。

## 主なタイトル

### SG
- 総理大臣杯競走 1回（1991年）
- 笹川賞競走 6回（1974年、1976年、1987年、1990年、1991年、1993年）
- グランドチャンピオン決定戦競走 1回（1995年）
- オーシャンカップ競走 1回（1996年）
- モーターボート記念競走 3回（1974年、1979年、1985年）
- 全日本選手権競走 2回（1974年、1976年）
- 賞金王決定戦競走 3回（1988年、1992年、1993年）

なお、競艇王チャレンジカップ（1998年新設）、賞金王シリーズ（1997年のSG昇格以後）は未勝利である。

### 通算成績
- 出走回数:6501 SG優勝回数:17回（歴代最多） GI優勝回数:39回 1着回数:2574回 生涯獲得賞金:18億5537万1637円
- 賞金王（年間最多賞金獲得選手）7回、年間最多優勝回数16回は、いずれも歴代最多。